# Ватерполо репрезентација Сингапура
Ватерполо репрезентација Сингапура представља Сингапур на међународним ватерполо такмичењима.
Највећи успех репрезентације су једна златна и по три сребрне и бронзане медаље на Азијским играма, такође је освојила друго место на ФИНА Развојном трофеју 2009. Учествовала на једним олимпијски играма.

## Резултати на међународним такмичењима

### Олимпијске игре
- 1948 - 1952: Није се квалификовала
- 1956: 10. место
- 1960 - 2008: Није се квалификовала

### Светско првенство
Није учествовала

### Азијске игре
- 1951:  2. место
- 1954:  Победник
- 1958:  2. место
- 1962:  3. место
- 1966:  2. место
- 1970: 5. место
- 1974: 4. место
- 1978:  3. место
- 1982: 4. место
- 1986:  3. место
- 1990: 4. место
- 1994: Није се квалификовала
- 1998: 8. место
- 2002: 6. место
- 2006: Није се квалификовала
- 2010: 6. место

### Светски куп
Није учествовала

### Светска лига
Није учествовала

### ФИНА Развојни трофеј
- 2007: Није учествовала
- 2009:  2. место
- 2011: 6. место